# 各務原市の地名
- 岐阜県 > 各務原市 > 地名

各務原市の地名（かかみがはらしのちめい）では、同市内に存在する町名・字名を一覧にして記す。括弧内は大字の場合は旧自治体名。町名の場合は旧町名。数字は成立年もしくは廃止年である。

## 各務原市発足時
同市は1963年、稲葉郡鵜沼町・那加町・蘇原町・稲羽町が合併することによって成立した。成立時の字を以下に記す。

### 旧・鵜沼町
- 鵜沼
  - 1〜8216番地
  - 字石山
  - 字表平山
  - 字陰平山
  - 字茅場
  - 字烏ケ渕
  - 字中口洞
  - 字半ノ木洞
  - 字東洞
  - 字東洞東渕
  - 字宝積寺山
- 各務
  - 字北山
  - 字車洞（旧・各務村）
- 須衛
  - 字稲田
  - 字太田
  - 字地獄洞
  - 字天狗谷（旧・各務村）

### 旧・那加町
那加町の旧地名の頭に「那加」の文字を冠した。一部は市制施行時に新設された。
- 那加吾妻町（吾妻町）
- 那加織田町1〜2丁目（織田町）
- 那加北栄町（北栄町）
- 那加楠町（楠町）
- 那加幸町（幸町）
- 那加栄町（栄町）
- 那加桜町1〜3丁目（桜町）
- 那加昭南町（昭南町）
- 那加大東町（大東町）
- 那加東亜町（東亜町）
- 那加西那加町（西那加町）
- 那加西野町（西野町）
- 那加信長町1〜3丁目（信長町）
- 那加東那加町（東那加町）
- 那加日之出町（日之出町）
- 那加雲雀町（雲雀町）
- 那加本町（本町）
- 那加南栄町（南栄町）
- 那加元町（元町）
- 那加門前町1〜4丁目（門前町）
- 那加雄飛ケ丘町（雄飛ケ丘）
- 那加楽天地町（楽天地）
- 那加手力町（手力町）
- 那加柄山町（新加納外六ケ所大字入会地字柄山）
- 那加土山町（新加納外六ケ所大字入会地字土山）
- 那加新加納外六ヶ所大字入会地[1]（新加納外六ケ所大字入会地（字柄山、字土山を除く））（1979年廃止）
- 那加緑丘町（1990年頃廃止）（桐野外二ケ所大字入会地字中野10番地）[2]
- 那加桐野外二ケ所大字入会地（桐野外二ケ所大字入会地（字中野10番地を除く）
- 那加新加納町（新加納）
- 那加西市場町（西市場）
- 那加桐野町（桐野）
- 那加長塚町（長塚）
- 那加山後町（山後）
- 那加岩地町（岩地）
- 那加入会町（入会地）（1979年廃止）
- 那加前洞町（前洞）（廃止）

### 旧・蘇原町
蘇原町の旧地名の頭に「蘇原」の文字を冠した。但し、旧・三柿野村の地域の一部については、各務原市発足時に蘇原町大字三柿野の通称地名から成立した地名である。
- 蘇原旭町1〜4丁目（三柿野）
- 蘇原柿沢町1〜3丁目（三柿野）
- 蘇原菊園町1〜4丁目（三柿野）
- 蘇原希望町1〜4丁目（三柿野）
- 蘇原興亜町1〜5丁目（三柿野）
- 蘇原栄町1〜4丁目（三柿野）
- 蘇原早苗町（三柿野）
- 蘇原沢上町1〜4丁目（三柿野）
- 蘇原瑞雲町1〜4丁目（三柿野）
- 蘇原月丘町1〜4丁目（三柿野）
- 蘇原三柿野町1〜3丁目（三柿野）
- 蘇原緑町1〜4丁目（三柿野）
- 蘇原村雨町1〜4丁目（三柿野）
- 蘇原六軒町1〜5丁目（三柿野）
- 蘇原飛鳥町（飛鳥）
- 蘇原伊吹町（伊吹）
- 蘇原吉新町（吉兵衛新田）
- 蘇原島崎町（島崎）
- 蘇原大島町（大島）
- 蘇原宮代町（宮代）
- 蘇原熊田町（熊田）
- 蘇原坂井町（坂井）
- 蘇原東島町（東島）
- 蘇原野口町（野口）
- 蘇原古市場町（古市場）
- 蘇原持田町（持田）

### 旧・稲羽町
稲羽町の旧地名をそのまま使用した
- 大佐野町
- 神置町
- 上中屋町
- 下中屋町
- 成清町
- 松本町
- 大野町
- 小佐野町
- 上戸町
- 三井町
- 前渡西町
- 前渡東町
- 山脇町
- 下切町

## 1964年以降の町名設置

### 鵜沼地区
- 鵜沼各務原町 1〜9丁目　　1972年
- 鵜沼西町1〜4丁目　　1972年
- 鵜沼東町1〜8丁目　　1972年
- 鵜沼山崎町1〜9丁目　　1972年
- 鵜沼南町1〜7丁目　　1972年
- 鵜沼古市場町1〜4丁目　　1972年
- 鵜沼小伊木町1〜4丁目　　1972年
- 鵜沼真名越町1〜3丁目　　1972年
- 鵜沼丸子町1〜3丁目　　1973年
- 鵜沼川崎町1〜9丁目　　1975年
- 鵜沼三ツ池町1〜6丁目　　1975年
- 鵜沼羽場町1〜8丁目　　1975年
- 鵜沼大伊木町1〜6丁目　　1975年
- 鵜沼朝日町1〜5丁目　　1975年
- 新鵜沼台1〜8丁目　　1976年
- 各務西町1〜6丁目　　1977年
- 各務おがせ町1〜9丁目　　1977年
- 各務東町1〜7丁目　　1977年
- 各務山の前町1〜4丁目　　1977年
- 各務船山町1〜3丁目　　1977年
- 松が丘1〜7丁目　　1977年
- 緑苑北1〜3丁目　　1977年
- 緑苑東1〜4丁目　　1977年
- 緑苑西1〜4丁目　　1977年
- 緑苑南1〜4丁目　　1977年
- 緑苑中1〜3丁目　　1977年
- 鵜沼台1〜8丁目　　1977年
- つつじが丘1〜8丁目　　1978年
- 須衛町1〜8丁目　　1978年
- 鵜沼宝積寺町1〜6丁目　　1981年
- 鵜沼大安寺町1〜2丁目　　1982年
- 各務車洞
- 須衛
- 須衛稲田
- 八木山
- テクノプラザ1〜3丁目　　2007年[3][4]
- 桜木町　2014年[5]
- 各務山1丁目　2023年（各務西町4丁目の一部、各務山の前町1丁目の一部）[6][3]

### 那加地区
- 那加岩地町1～3丁目　　1976年
- 尾崎北町1〜7丁目　　1977年
- 尾崎南町1〜6丁目　　1977年
- 尾崎西町1〜5丁目　　1977年
- 那加荒田町　　1977年
- 那加大谷町　　1977年
- 那加桐野町1〜9丁目　　1977年
- 那加芦原町1、2丁目　　1977年
- 那加石山町1、2丁目　　1977年
- 那加五反田町　　1977年
- 那加浜見町1、2丁目　　1977年
- 那加長塚町1〜3丁目　　1978年
- 那加新田町1、2丁目　　1978年
- 那加山後町1〜3丁目　　1978年
- 那加宮浦町　1978年
- 那加太平町1、2丁目　　1978年
- 那加住吉町1〜5丁目　　1978年
- 那加兼橋町　　1978年
- 那加神田町　　1978年
- 那加大門町　　1978年
- 那加土山町1、2丁目　　1979年
- 那加西市場町1〜7丁目　　1979年
- 那加琴が丘町1〜3丁目　　1979年
- 那加前野町1〜4丁目　　1979年
- 那加北洞町1、2丁目　　1979年
- 那加前洞新町1〜5丁目　　1979年
- 那加不動丘1、2丁目　　1979年
- 那加野畑町1、2丁目　　1979年
- 那加甥田町　　1979年　現在に至るまで「甥」の字が含まれる日本唯一の地名。
- 那加巾下町　　1979年
- 那加東野町　　1979年
- 那加山下町1〜2丁目　　1979年
- 那加西市場町1〜7丁目　　1979年
- 那加山崎町　　1979年
- 那加御屋敷町　　1979年
- 那加緑町1〜5丁目　　1980年
- 那加萱場町1〜5丁目　　1980年
- 那加日新町1〜8丁目　　1980年
- 入会町1〜4丁目　　1980年
- 那加西浦町1〜3丁目　　1980年
- 那加東新町1〜2丁目　　1982年
- 金属団地　1982年[7]
- 那加日吉町1〜2丁目　　1983年
- 那加扇平
- 那加大洞
- 那加官有地無番地

### 蘇原地区
- 蘇原青雲町1〜5丁目　　1968年
- 蘇原瑞穂町1〜5丁目　　1968年
- 蘇原申子町1〜3丁目　　1968年
- 蘇原寺島町1〜2丁目　　1968年
- 蘇原新栄町1〜3丁目　　1968年
- 蘇原吉新町1〜3丁目　　1968年
- 蘇原飛鳥町1〜3丁目　　1976年
- 蘇原伊吹町1〜3丁目　　1976年
- 蘇原島崎町1〜4丁目　　1976年
- 蘇原花園町1〜4丁目　　1976年
- 蘇原吉野町1〜5丁目　　1976年
- 蘇原赤羽根町1〜5丁目　　1976年
- 蘇原北陽町1〜5丁目　　1976年
- 蘇原新生町1〜3丁目　　1976年
- 蘇原東栄町1〜2丁目　　1976年
- 蘇原中央町1〜4丁目　　1976年
- 蘇原外山町1〜3丁目　　1976年
- 蘇原東門町1〜3丁目　　1976年
- 蘇原熊田町1〜3丁目　　1976年
- 蘇原坂井町1〜3丁目　　1976年
- 蘇原東島町1〜4丁目　　1976年
- 蘇原野口町1〜6丁目　　1976年
- 蘇原昭栄町1〜5丁目　　1976年
- 蘇原和合町1〜2丁目　　1976年
- 蘇原東門町1〜3丁目　　1976年
- 蘇原大島町1〜7丁目　　1978年
- 蘇原宮代町1〜3丁目　　1978年
- 蘇原古市場町1〜5丁目　　1978年
- 蘇原持田町1〜5丁目　　1978年
- 蘇原清住町1〜6丁目　　1978年
- 蘇原宮塚町1〜3丁目　　1978年
- 蘇原北山町1〜4丁目　　1980年
- 川崎町
- 東山1〜5丁目　　1998年

### 稲羽地区
- 前渡北町1〜4丁目　　1976年
- 前渡東町1〜9丁目　　1976年
- 前渡西町1〜12丁目　　1976年
- 山脇町1〜4丁目　1976年
- 下切町1〜9丁目　1976年
- 大佐野町1〜3丁目　　1981年
- 神置町1〜4丁目　　1981年
- 下中屋町1〜3丁目　　1981年
- 成清町1〜7丁目　　1981年
- 三井東町1〜4丁目　　1981年
- 上中屋町1〜5丁目　　1981年
- 松本町1〜2丁目　　1981年
- 大野町1〜7丁目　　1981年
- 小佐野町1〜7丁目　　1981年
- 上戸町1〜6丁目　　1981年
- 三井町1〜6丁目　　1984年
- 三井北町1〜3丁目　　1984年
- 三井山町1〜2丁目　　1984年
- 山脇町5〜7丁目　1986年
- 三井町官有地

### 川島地区
2004年11月1日に羽島郡川島町が編入されたことにより設置。川島町の旧地名の頭に「川島」の文字を冠した。
- 川島小網町　　2004年
- 川島松倉町　　2004年
- 川島河田町　　2004年
- 川島松原町　　2004年
- 川島渡町　　2004年
- 川島北山町　　2004年
- 川島竹早町　　2004年
- 川島笠田町　　2004年
- 川島笠田町1〜6丁目　　2004年
- 川島緑町1〜5丁目　　2004年
- 川島河田町1〜3丁目 2009年

## 参考資料
- 角川日本地名大辞典 21 岐阜県
- 各務原市の町区域の画定及び名称の変更 - 昭和38年4月30日 岐阜県告示第246号
- 各務原市の統計（人口・世帯の推移）